# Finska nationen, Uppsala
Finska nationen, latinskt namn Natio Fennica, var en studentnation vid Uppsala universitet.

## Historia
Ända sedan nationerna skapades i Uppsala har det tidvis förekommit en finsk eller finländsk nation, vid sidan av den Österbottniska nationen. Vid tiden för när inspektorer tillsattes, år 1663, sammanfördes finländare tillsammans med tyska, livländska och gotländska studenter under en inspektor, Daniel Lipstorpius. Den finska nationen har tidvis räknats som en egen nation och tidvis varit sammanförd med den österbottniska. Runt 1781 uppgick den Österbottniska nationen i den Finska nationen.
I samband med att nya stadgar antogs 1818 uppstod en schism bland medlemmarna och många lämnade nationen och sökte sig främst till den Bottniska nationen. Efter 1824 finns inga protokoll förda; vid denna tid fanns endast fyra medlemmar kvar. 1828 skrevs den sista medlemmen, en österbottning som hette Leonard Fahlander, in vid nationen. Den 17 juli 1835 lämnade han, som enda kvarvarande medlem, in nationens kvarlåtenskap till Uppsala universitetsbibliotek för arkivering.
Nationens namn har återanvänts 1998, då en studentförening för finska studenter i Uppsala bildades med namnet "Finska nationen i Uppsala" (finska Suomalainen Osakunta).

## Inspektorer
- Torbern Bergman 1780-1784
- Adolph Murray 1784-1803
- Pehr von Afzelius 1803-?
- Johan Winbom ?-1824

## Bemärkta kuratorer
- Germund Fredrik Aminoff

## Bemärkta medlemmar
- Adolf Iwar Arwidsson
- Johan Gabriel von Bonsdorff
- Mikael Choraeus
- Frans Michael Franzén
- Johan Gadolin
- Carl Axel Gottlund
- Wilhelm Gabriel Lagus
- August Maximilian Myrberg Mats August
- Gabriel Gamaliel Rislachi
- Henrik Wilhelm Romanson